# Holochelus obenbergeri
Holochelus obenbergeri är en skalbaggsart som beskrevs av Nonveiller 1965. Holochelus obenbergeri ingår i släktet Holochelus och familjen Melolonthidae. Inga underarter finns listade i Catalogue of Life.